# Macabri resti
Macabri resti (titolo originale The Eyewitness) è un romanzo thriller di Stephen Leather, pubblicato nel 2003.

## Trama
J. Solomon, è un "messaggero di morte" nella Ex Iugoslavia dilaniata dalla guerra: il suo "lavoro" consiste nell'identificare le vittime di guerra e portare la notizia alle famiglie.
La sua non è quindi una posizione in prima linea, fino a quando non s'imbatte nel ritrovamento di 26 persone morte per soffocamento e con i corpi intatti, tra le vittime il corpo di una bambina di tre anni morta abbracciata ad un orsacchiotto.
J. Solomon non riesce a starne fuori, e comincia ad indagare per dar dei volti agli assassini, per scoprire poi un'amara verità.

## Edizioni in italiano
- Stephen Leather, Macabri resti, traduzione di Alfredo Colitto, Piemme, Casale Monferrato 2004 ISBN 88-384-5454-X
- Stephen Leather, Macabri resti, traduzione di Alfredo Colitto, Piemme, Casale Monferrato 2005 ISBN 88-384-8771-5
- Stephen Leather, Macabri resti, traduzione di Alfredo Colitto, Piemme Pocket, Casale Monferrato 2005 ISBN 88-384-8357-4